# Caledonian
Caledonian war eine Whiskybrennerei im Stadtteil Haymarket, Edinburgh, Schottland. Sie ist nicht zu verwechseln mit der nahegelegenen Brauerei Caledonian Brewery oder der ehemaligen Whiskybrennerei gleichen Namens, die von 1823 bis 1851 in Campbeltown bestand. Im Volksmund wurde die Brennerei The Cally genannt. Die Brennereigebäude sind in den schottischen Denkmallisten in die Kategorie B einsortiert. Weitere ehemalige Whiskybrennereien in Edinburgh sind Abbeyhill, Canonmills und Lochrin.

## Geschichte
Die Brennerei wurde 1855 von Graham Menzies im Edinburgher Stadtteil Haymarket als Edinburgh Distillery gegründet und diente der Herstellung von Grain Whisky. 1884 wurde sie von der Distiller Company Ltd (DCL) erworben und ab 1966 von deren Tochtergesellschaft Scottish Grain Distillers Ltd betrieben. Die Schließung erfolgte im Jahre 1988. 1997 wurden die Produktionsanlagen teilweise abgerissen.
Der Erwerb der Destillerie durch DCL führte zu deren Übergewicht auf dem Grain-Markt und damit auf dem Segment der Blends. Um ein stärkeres Gegengewicht zu bilden, gründete eine Gruppe von Blendern infolgedessen die Brennerei North British.

## Produktion
Das zur Whiskyproduktion benötigte Wasser erhielt die Brennerei aus dem nahegelegenen Union Canal. Sie nutzte eine 1000 Gallonen fassende Coffey Still, welche die größte Coffey Still der Welt war. Zeitweise war Caledonian die größte britische Grainbrennerei.

## Abfüllungen
Im Laufe der Jahre brachte Caledonian keine Originalabfüllung auf den Markt, jedoch existieren einige Abfüllungen unabhängiger Abfüller.